# 崇拜 (梁靜茹專輯)
《崇拜》（法文：j'Adore）是歌手梁靜茹的第9張中文音樂專輯，於2007年11月9日發行。在台灣發行首周便取得了銷量冠軍的成績。
此專輯曾於發片前因歌曲〈生命中不可承受之輕〉有一曲兩詞，但需二擇一收錄其中而造成梁靜茹與唱片公司難以取捨的為難，相信音樂因此在官方部落格開放歌迷投票抉擇。而後該曲的另一版本〈我決定〉收錄於梁靜茹下一張專輯《今天情人節》中。

## 曲目
| 曲序 | 曲目               |              | 作曲           | 编曲                | 製作人             | 备注                        |
| ---- | ------------------ | ------------ | -------------- | ------------------- | ------------------ | --------------------------- |
| 1.   | 崇拜               | 陳沒         | 彭學斌         | 陳建騏              | 鍾成虎             | 首波主打歌                  |
| 2.   | C'est la vie       | 黃婷         | 易桀齊、伍冠諺 | 伍冠諺              | 如魚得水音樂工作室 | 第二波主打歌                |
| 3.   | 每天第一件事       | 姚若龍       | 伍仲衡         | 黃中岳              | 鍾成虎             |                             |
| 4.   | 會呼吸的痛         | 姚若龍       | 宇珩           | 黃中岳、安棟        | 如魚得水音樂工作室 | 第四波主打歌                |
| 5.   | 101                | 林白         | 康小白         | 周恆毅、五月天石頭  | 五月天石頭         | 第三波主打歌                |
| 6.   | 一秒的天堂         | 陳沒         | 黃荻鈞         | Terence Teo、Kenn C | 馬毓芬             | 第七波主打歌                |
| 7.   | 給未來的自己       | 黃婷         | 張正宗         | 陳建騏              | 五月天石頭         | 第五波主打歌                |
| 8.   | 知多少             | 小寒         | 黃韻仁         | 黃韻仁              | 馬毓芬             |                             |
| 9.   | 生命中不可承受的輕 | 陳沒         | 鴉片丹         | 伍冠諺              | 如魚得水音樂工作室 |                             |
| 10.  | 三吋日光           | 方文良、陳沒 | 方文良         | 謝景麒              | 鍾成虎             | 第八波主打歌                |
| 11.  | 原來你也唱過我的歌 | 藍奕邦       | 藍奕邦         | Ted Lo              | Eric Kwok          | 第六波主打歌 第一首粵語主打 |

## 音樂錄影帶
| 歌名               | 導演   | 首播日期       | 備註                                    |
| ------------------ | ------ | -------------- | --------------------------------------- |
| 崇拜               | 周格泰 | 2007年10月26日 |                                         |
| C'est la vie       | 馬宜中 | 2007年11月8日  |                                         |
| 101                | 呂來慧 | 2007年11月21日 |                                         |
| 會呼吸的痛         | 周格泰 | 2007年11月24日 |                                         |
| 給未來的自己       | 黃中平 | 2007年12月18日 |                                         |
| 原來你也唱過我的歌 | 不適用 | 不適用         | 畫面剪輯自「愛的大遊行 演唱會(香港站)」 |
| 一秒的天堂         |        |                |                                         |
| 三吋日光           | 不適用 | 不適用         | 畫面剪輯自「今天情人節 演唱會」         |

## 獎項
- HitFM聯播網「HITO流行音樂獎」
- 時間：2008年3月1日
  - 2007年度：HITO年度海外歌手－馬來西亞
  - 2007年度：HITO年度十大華語歌曲－《崇拜》

- 金曲獎「第19屆金曲獎」
- 時間：2008年5月22日（公佈）
- 時間：2008年7月5日（頒獎）
  - 2007年度：最佳音樂錄音帶導演獎－周格泰「崇拜」
  - 2007年度：最佳編曲人獎－陳建騏「崇拜」（提名）
  - 2007年度：最佳國語女歌手獎－「崇拜」（提名）
  - 2007年度：第2屆金曲獎答鈴歌后－「崇拜」

- 第八屆音樂風雲榜年度盛典
- 時間：2008年4月8日
  - 2007年度：港台最佳女歌手獎

- 「馬來西亞2008娛協獎」
- 時間：2008年9月30日（公佈）
- 時間：2008年11月22日（頒獎）
  - 2007年度：最佳作曲獎－《崇拜》
  - 2007年度：十大原創歌曲獎（國際組）－《崇拜》
  - 2007年度：十大原創歌曲獎（國際組）－《會呼吸的痛》
  - 2007年度：最受歡迎K歌獎－《崇拜》（金）、《會呼吸的痛》（銅）
  - 2007年度：傳媒推薦大獎

- 第14屆新加坡金曲獎
- 時間：2008年10月25日
  - 最佳演繹女歌手獎
  - 海外傑出歌手獎

- 全球華語歌曲排行榜「第8屆全球華語歌曲排行榜」
- 時間：2008年10月29日
  - 2007年度：最受歡迎女歌手獎（5強）
  - 2007年度：年度20大金曲－「崇拜」